# Argers
 Argers  es una comuna y población de Francia, en la región de Champaña-Ardenas, departamento de Marne, en el distrito y cantón de Sainte-Menehould. Está integrada en la  Communauté de communes de la Région de Sainte-Menehould .

## Demografía
| 89 | 80 | 75 | 86 | 85 | 73 |
| Para los censos de 1962 a 1999 la población legal corresponde a la población sin duplicidades (Fuente: INSEE [Consultar]) |    |    |    |    |    |